# Stadion De Geusselt
Das Stadion De Geusselt ist ein Fußballstadion im Norden der niederländischen Stadt Maastricht, der Hauptstadt der Provinz Limburg. Die 1961 fertiggestellte Spielstätte ersetzte das Stadion De Boschpoort; in dem der Fußballverein MVV Maastricht 51 Jahre spielte. Das erste Spiel im neuen Stadion fand am 15. Januar 1962 statt. Die Anlage liegt im Park De Geusselt. In der Umgebung der Heimstätte des MVV Maastricht befinden sich mehrere größere und kleinere Fußballfelder und Hockeyplätze. Das Stadion hat heute eine Zuschauerkapazität von 10.000 überdachten Sitzplätzen.
Das Stadion wurde seit seiner Eröffnung mehrmals renoviert. Erste größere Umbaumaßnahmen waren in den 1980er Jahren die Entfernung der Laufbahn um das Spielfeld und neugebaute Sitzplatztribünen, die allerdings das Fassungsvermögen reduzierten. Darüber hinaus wurde die Rasenfläche um 90 Grad gedreht. Anfang der 2000er Jahre wurden die Ecken des Stadions geschlossen und der letzte Steh- in einen Sitzplatzrang umgewandelt. In den Ecken des Stadions und an den Rückseiten der Tribünen sind Bürogebäude vorhanden, in denen sich Firmen angesiedelt haben.